# Ares.exe
Ares.exe je verzija crva Gaobot.ee u obliku računalnog virusa. 

## Opis
Virus instalira sebe pod imenom "ARES". Funkcionira kao P2P program za dijeljenje koji s drugih zaraženih računala skida datoteke različitog sadržaja, poput glazbe, pornografije pa čak i cijelih igara i po mogućnosti ih instalira. Samo zaraženo računalo također služi kao izvor datoteka drugim zaraženim računalima.
Bilo je prijavljivano da virus skida i instalira spyware, druge viruse, trojance i crve, iako to nije dokazano.
Gaobot.EE je crv koji pomoću vlastitog SMTP enginea šalje veliki broj spama. Crv na zaraženom računalu također otvara slučajno izabran TCP port i obavještava moguće napadače na prethodno odabranom IRC kanalu, pokušavajući deaktivirati sigurnosne sustave i alate za nadgledanje operativnog sustava.